# Dietilftalato

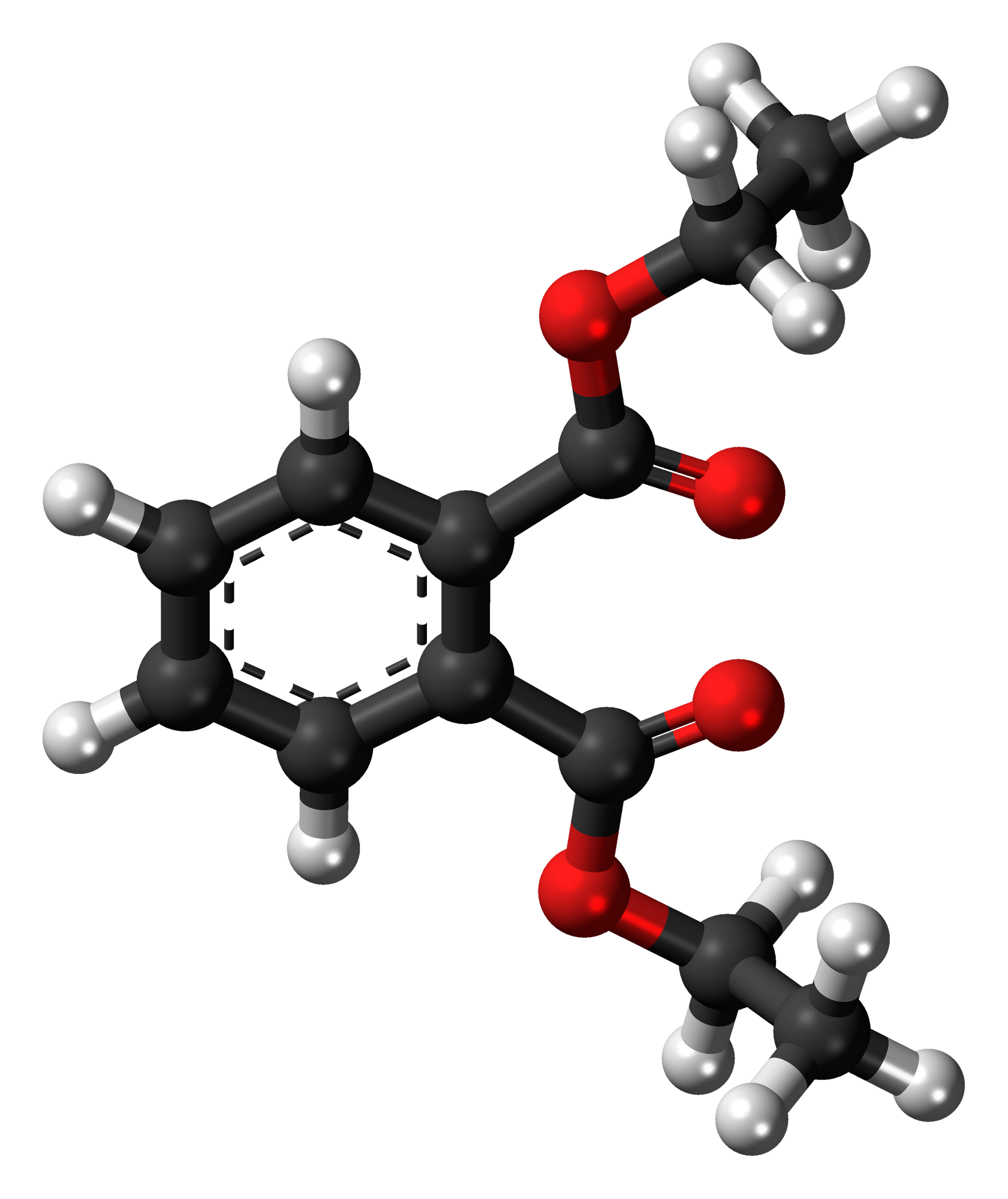
Modelo de la molécula del dietil ftalato.

El dietil ftalato es un líquido incoloro que tiene un sabor amargo desagradable. Este compuesto sintético es usado comúnmente para dar flexibilidad a plásticos.
Se emplea en productos tales como cepillos de dientes, partes de automóviles, herramientas, juguetes, y empaques de alimentos.
El dietil ftalato puede ser liberado con relativa facilidad de estos productos, ya que no forma parte de la cadena de productos químicos (polímeros) que forman el plástico.
El dietil ftalato también es usado en cosméticos, insecticidas y en la aspirina. También se le añade al alcohol que se vende comúnmente en las farmacias para darle un sabor amargo desagradable.